# Pioscelus austrinus
Pioscelus austrinus är en stekelart som beskrevs av Marsh 1999. Pioscelus austrinus ingår i släktet Pioscelus och familjen bracksteklar. Inga underarter finns listade i Catalogue of Life.